# Air Force Materiel Command

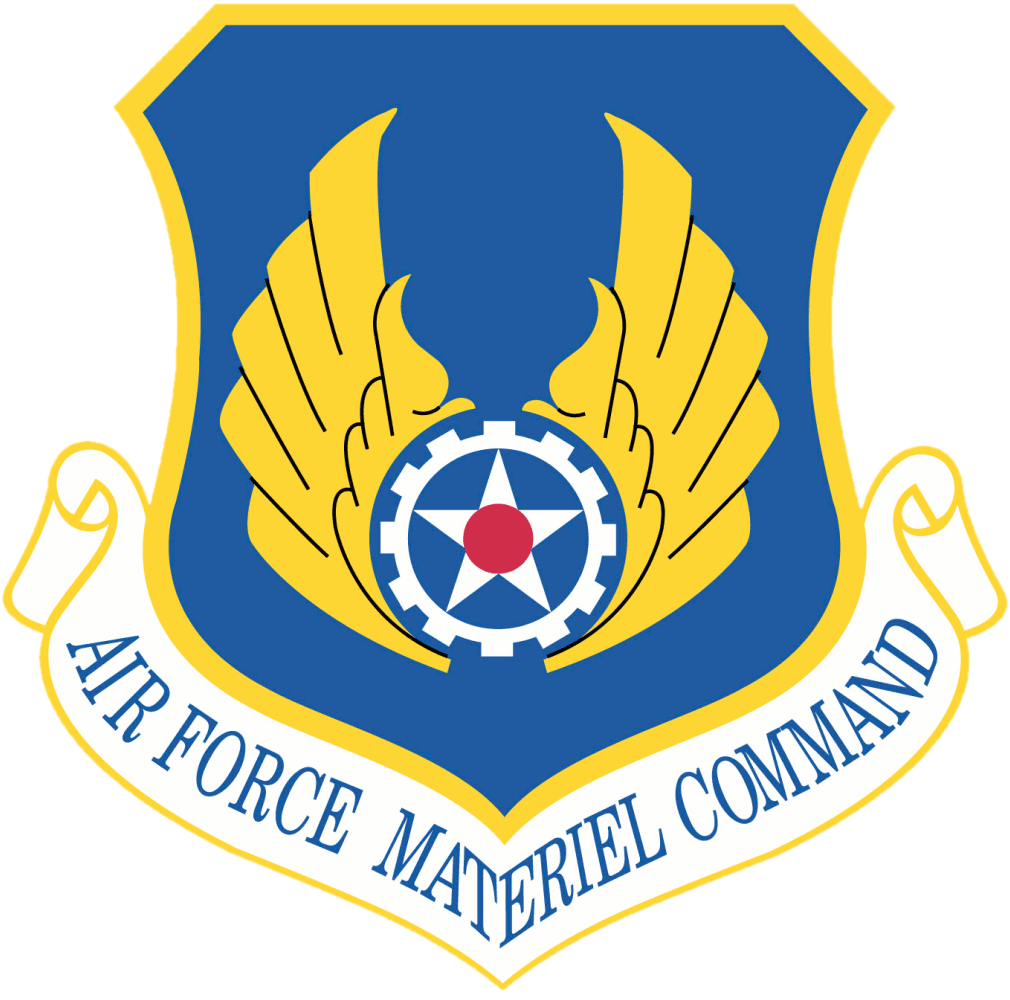
Wappen des Air Force Materiel Command

Das Air Force Materiel Command (AFMC) ist eines von zehn Hauptkommandos der United States Air Force, mit Hauptquartier auf der Wright-Patterson Air Force Base, Ohio, USA.

## Aufgaben
Es ist zuständig für die Entwicklung, Beschaffung und Wartung der Technik und Ausrüstung der United States Air Force verantwortlich.
Zum AFMC gehört auch das 309th Aerospace Maintenance and Regeneration Group auf der Davis-Monthan Air Force Base in Tucson, Arizona, ein riesiges Freiluftlager für Flugzeuge, die dort eingemottet und teilweise Jahre später reaktiviert, ausgeschlachtet oder verschrottet werden.
Die Edwards AFB in Kalifornien dient als Stützpunkt des Air Force Flight Test Center, das dort neue Flugzeugmodelle und Waffensysteme testet.
Auf der Wright-Patterson AFB ist neben verschiedenen Forschungseinrichtungen auch das zum AFMC gehörende National Museum of the United States Air Force untergebracht.
Ende September 2006 gehörten dem AFMC rund 20.700 aktive Soldaten an, dazu kommen 58.300 Zivilbeschäftigte und 2.750 Reservisten.

## Geschichte

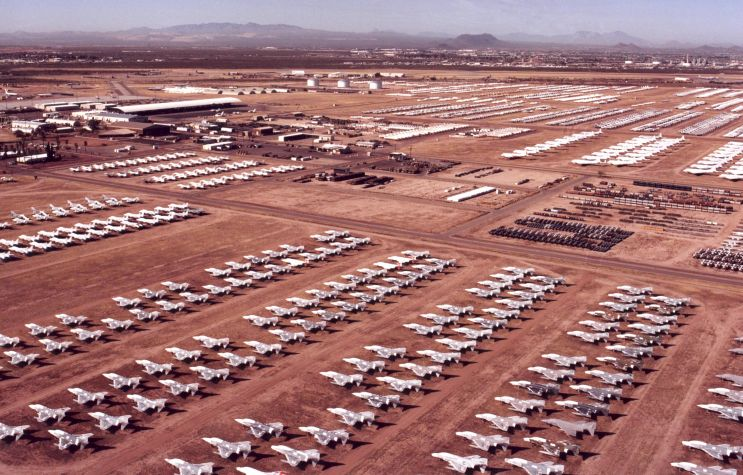
Aerospace Maintenance & Regeneration Center des AFMC

Seit 1917 gab es eine für die Ausrüstung zuständige Equipment Division des US Army Signal Corps. Nach dem Ersten Weltkrieg schuf man eigenständige Einheiten für Forschung und Entwicklung einerseits und Logistik andererseits, die aber in den späten 1940ern wieder zusammengelegt wurden zum Air Materiel Command. Schon 1950 gliederte die USAF das für Forschung und Entwicklung verantwortliche Air Research and Development Command wieder aus und reorganisierte es zum 1. April 1961 als Air Force Systems Command. Gleichzeitig wurde aus dem Air Materiel Command das Air Force Logistics Command. Diese beiden Kommandos verschmolzen schließlich am 1. Juli 1992 zum heutigen Air Force Materiel Command.

### Befehlshaber
- General Nathan F. Twining, 1945 bis 1947
- General William M. Gross, 1963 bis 1964
- General Ronald W. Yates, 1992 bis 1995
- General Henry Viccellio Jr., Juni 1995 bis Mai/Juni 1997
- General George T. Babbitt, Jr., Mai 1997 bis 2000
- General Lester L. Lyles, Mai 2000 bis Oktober 2003
- General Gregory S. Martin, 2003 bis 2005
- General Bruce A. Carlson, 2005 bis 2008
- General Donald J. Hoffman, 2008 bis 2012
- General Janet C. Wolfenbarger, 2012 bis 2015
- General Ellen M. Pawlikowski, 2015 bis 2018
- Generalleutnant Robert McMurry, 2018–2019 (kommissarisch)
- General Arnold W. Bunch, 2019 bis 2022
- General Duke Z. Richardson, 2022 bis 3. Juli 2025
- Generalleutnant Linda Hurry, seit dem 3. Juli 2025

## Komponenten

### Air Force Installation and Mission Support Center
Das Air Force Installation and Mission Support Center (AFIMSC) am Joint Base San Antonio-Lackland, Texas, besteht aus folgenden Komponenten:
- Air Force Civil Engineer Center (Joint Base San Antonio-Lackland, Texas)
- Air Force Financial Management Center of Expertise (Buckley AFB, Colorado)
- Air Force Financial Services Center (Ellsworth AFB, South Dakota)
- Air Force Installation Contracting Center (Wright-Patterson AFB, Ohio)
- Air Force Security Forces Center (Joint Base Antonio-Lackland, Texas)
- Air Force Services Center (Joint Base San Antonio-Lackland, Texas)

### Air Force Life Cycle Management Center
Das Air Force Life Cycle Management Center’s (AFLCMC) am Wright-Patterson AFB, Ohio, besteht aus folgenden Einheiten:
- 66th Air Base Group (Hanscom AFB, Massachusetts)
- 88th Air Base Wing (Wright-Patterson AFB, Ohio)
- Acquisition Excellence Directorate (Wright-Patterson AFB, Ohio)
- Agile Combat Support Directorate (Wright-Patterson AFB, Ohio)
- Air Force Security Assistance & Cooperation Directorate (Wright-Patterson AFB, Ohio)
- Armament Directorate (Eglin AFB, Florida)
- Bombers Directorate (Wright-Patterson AFB, Ohio)
- Business & Enterprise Systems Directorate (Gunter Annex, Maxwell AFB, Alabama)
- Command, Control, Communications and Intelligence (C3I) and Networks Directorate
- Digital Directorate (Hanscom AFB, Massachusetts)
- Fighters & Advanced Aircraft Directorate (Wright-Patterson AFB, Ohio)
- Intelligence, Surveillance and Reconnaissance (ISR) and Special Operations Force (SOF) Directorate (Wright-Patterson AFB, Ohio)
- Mobility & Training Aircraft Directorate (Wright-Patterson AFB, Ohio)
- Presidential and Executive Airlift Directorate (Wright-Patterson AFB, Ohio)
- Program Execution Directorate (Wright-Patterson AFB, Ohio)
- Propulsion Directorate (Tinker AFB, Oklahoma)
- Rapid Sustainment Directorate (Wright-Patterson AFB, Ohio)

### Air Force Nuclear Weapons Center
Das Air Force Nuclear Weapons Center (AFNWC) am Kirtland AFB, New Mexico, und besteht aus:
- Air-Delivered Capabilities Directorate (Kirtland AFB)
- Ground Based Strategic Deterrent Systems Directorate (Hill AFB, Utah)
- Minuteman III Systems Directorate (Hill AFB, Utah)
- Nuclear Command, Control, and Communications (NC3) Integration Directorate (Hanscom AFB, Massachusetts)
- Nuclear Technology and Integration Directorate (Kirtland AFB)

### Air Force Research Laboratory
Das Air Force Research Laboratory (AFRL) am Wright-Patterson Air Force Base, Ohio, besteht aus:
- 711th Human Performance Wing (Wright-Patterson AFB, Ohio)
- Aerospace Systems Directorate (Wright-Patterson AFB, Ohio)
- Air Force Office of Scientific Research (Arlington, Virginia)
- Air Force Strategic Development Planning and Experimentation Office (Wright-Patterson AFB, Ohio)
- Directed Energy Directorate (Kirtland AFB, New Mexico)
- Information Directorate (Rome Research Site, New York)
- Materials and Manufacturing Directorate (Wright-Patterson AFB, Ohio)
- Munitions Directorate (Eglin AFB, Florida)
- Sensors Directorate (Wright-Patterson AFB, Ohio)
- Space Vehicles (Kirtland AFB, New Mexico)[5][2]

### Air Force Sustainment Center
Das Air Force Sustainment Center (AFSC) am Tinker Air Force Base, Oklahoma, besteht aus:
- 72nd Air Base Wing (Tinker Air Force Base, Oklahoma)
- 75th Air Base Wing (Hill Air Force Base, Oklahoma)
- 78th Air Base Wing (Robins Air Force Base, Georgia)
- 448th Supply Chain Management Wing (Tinker Air Force Base, Oklahoma)
- 635th Supply Chain Operations Wing (Scott AFB, Illinois)
- Ogden Air Logistics Complex (Hill Air Force Base, Oklahoma)
- Oklahoma City Air Logistics Complex (Tinker Air Force Base, Oklahoma)
- Warner Robins Air Logistics Complex (Robins Air Force Base, Georgia)[6]

### Air Force Test Center
Das Air Force Test Center (AFTC) am Edwards Air Force Base entwickelt, testet und evaluiert innovative bemannte sowie unbemannte Luftfahrzeuge, Avionik, Flugsteuerungen, Munition und Waffensysteme. Teileinheiten sind:
- 96th Test Wing (Eglin AFB, Florida)
- 412th Test Wing (Edwards AFB, California)
- Arnold Engineering Development Complex (Arnold AFB, Tennessee)[7]

### Sonstige
- National Museum of the US Air Force (Wright-Patterson AFB, Ohio)